# Land Hadeln

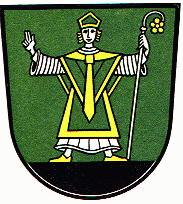
Het wapen van het land Hadeln

Het Land Hadeln in 1560.

Hadeln (Nederlands: Hadelingen) was een tot het Heilige Roomse Rijk behorend land, dat niet bij een kreits was ingedeeld.
Hadeln was een aan de Noordzee gelegen moerassig gebied, waar de bevolking oorspronkelijk op terpen woonde. In de twaalfde eeuw werd het gebied bedijkt door Hollandse kolonisten. Deze kolonisten werden aangetrokken door het hertogdom Saksen, het aartsbisdom Bremen en de plaatselijke adel. De inwoners van Hadeln hebben na de val van hertog Hendrik de Leeuw van Saksen in 1180 de hertogen van Saksen-Lauenburg erkend onder voorwaarde dat hun vrijheden behouden bleven. De bevoegdheden van de hertogen bleven beperkt en er ontstond een krachtig bestuur door de boeren, dat vooral voor de waterhuishouding van groot belang was.
Van 1402 tot 1481 was het land verpand aan de Hanzestad Hamburg. De stad probeerde een eind te maken aan de zelfstandigheid van de boeren, maar slaagde daarin slechts tijdelijk. Ook pogingen van de hertogen van Saksen-Lauenburg in 1575 mislukten.
Na het uitsterven van de hertogen van Saksen-Lauenburg in 1698 kwam het land onder keizerlijk bestuur. In 1731 werd het bestuur overgedragen aan het keurvorstendom Hannover, maar het behield zijn interne zelfstandigheid. Pas in 1852 werd het recht van het koninkrijk Hannover ingevoerd. De laatste resten van de aparte status van het land verdwenen in 1932.

## Indeling
Het land bestond uit drie standen:
- de zeven kerspelen van het Bovenland (Hochland): Altenbruch, Lüdingworth, Westerende Otterndorf, Osterende Otterndorf, Neuenkirchen, Nordleda en Osterbruch.
- de vijf kerspelen van het Laagland (Sietland): Osterende Ihlienworth, Westerende Ihlienworth, Odisheim, Wanna en Steinau
- de stad Otterndorf

Zie voor de huidige situatie in het gebied ook: Samtgemeinde Land Hadeln.

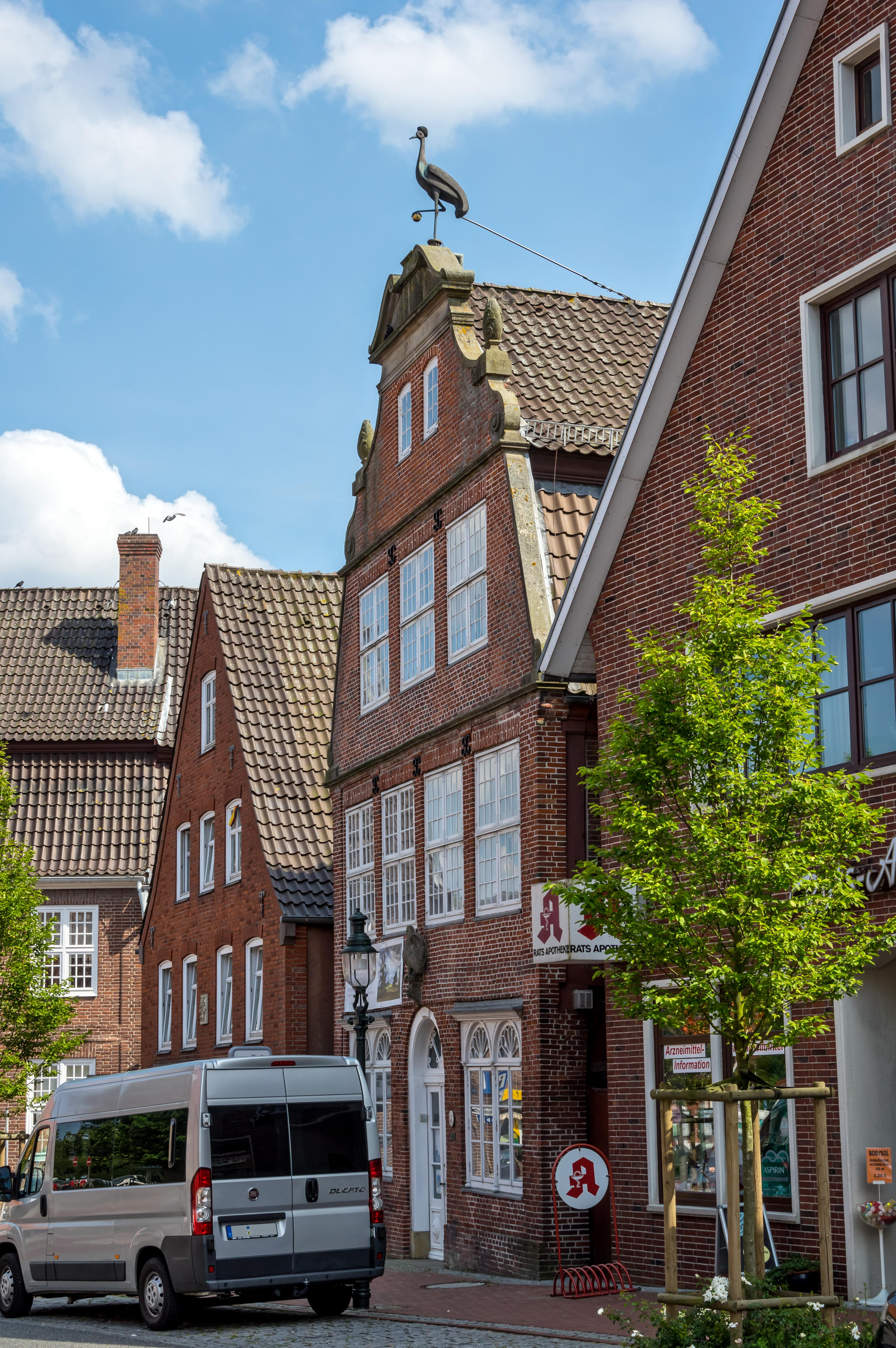
Straat in Ottersdorf. Het middelste huis op de foto is het Kranichhaus.

In de hoofdstad van Land Hadeln, Otterndorf, staat het uit ca. 1700 daterende Kranichhaus (Kraanvogelhuis). Daarin is een historisch museum over het Land Hadeln gevestigd. Zie onderstaande link.